# Calle Durrës
La calle Durrës (en albanés: Rruga e Durresit antes llamada Rruga Kongresi i Përmetit) es una calle principal de la ciudad de Tirana, la capital del país europeo de Albania. Es una de las vías más importantes del oeste de Tirana y se extiende al oeste de la céntrica plaza Skanderbeg durante varios kilómetros hasta llegar al mar, al norte de Durres, la segunda ciudad más importante de Albania localizada en su costa central.